# Ménexène (Platon)
Pour le personnage historique, voir Ménexène.
Le Ménexène (en grec ancien Μενέξενος) est un dialogue de Platon contemporain du Gorgias. Il a été probablement écrit un peu après 387 av. J.-C., date de la Paix d'Antalcidas, dernier événement historique décrit dans son discours. Un ouvrage homonyme fait partie du Catalogue des œuvres d'Aristote par Diogène Laërce. Tout comme dans La République et le Critias, Platon montre dans le Ménéxène une hostilité pour la représentation anthropomorphique qui accepte la querelle entre les dieux.
Socrate récite lui-même une oraison funèbre, qui lui vient de sa maîtresse en rhétorique et en musique, l’hétaïre Aspasie, amante de Périclès. L’oraison forme l’essentiel du dialogue. Ce dialogue est authentique - Aristote l’évoque à plusieurs reprises, et il complète le Gorgias, qui traite d'éloquence politique et judiciaire ; Cicéron cite textuellement un extrait (247 a) du dialogue dans son De officiis.
Dans ce texte, Socrate s’attaque à la rhétorique. Le dialogue commence par une conversation entre Socrate et le jeune Ménexène qui s’apprête à faire ses débuts dans la vie publique. Socrate fait un éloge ironique de l’éloquence d’apparat, et en particulier des épitaphioi (en grec ancien : Ἐπιτάφιος, epitaphios, ou Ἐπιτάφιον, epitaphion, oraison funèbre en l’honneur des soldats morts à la guerre.
Le dialogue comporte un pastiche d’épitaphios destiné à démontrer la vacuité du genre qui repose sur des astuces que n'importe qui, un tant soit peu habile, peut manier. Socrate discrédite ainsi la fonction d’orateur et la sépare de celui qui conçoit le discours (Aspasie, en tant que femme et étrangère, n’aurait jamais eu le droit de prononcer d’épitaphios). Le discours de Socrate est truffé d’imprécisions ou d'erreurs historiques, voire d’incohérences : Socrate cite la Paix d'Antalcidas, qui se déroule plus de dix ans après la mort du philosophe, ce qui renforce l’image de parodie de la pratique discursive. Le philosophe Hermogène considérait ce dialogue comme le plus beau des panégyriques.

## L’oraison funèbre(épitaphios logos)
Il semble être une tradition dans la cité athénienne de commémorer annuellement les victimes de guerre. Celle-ci est rapportée notamment par Thucydide. Rares sont cependant les exemplaires conservés des discours prononcés à cette occasion : celui de Périclès, retranscrit d’après Thucydide, est connu, ainsi que celui attribué à Démosthène.

## Personnages
- Socrate
- Ménexène

## Personnages évoqués dans le dialogue
- Connos, fils de Métrobios, professeur de musique (cithare)[3]. Le mot est une allusion à l’Euthydème (272 c) : les jeunes élèves du cithariste Connos s'en servent pour désigner leur maître depuis que Socrate, déjà âgé, vient lui demander des leçons. L’épigramme fut d’abord faussement attribuée à l’empereur Léon VI le Sage.
- Périclès
- Aspasie de Milet
- Antiphon
- Lampros, professeur de musique célèbre à Athènes

## Structure du discours
Il peut être divisé en deux parties :
- L’éloge aux morts débute par une caractérisation de la terre athénienne et par un panégyrique de l'éducation du jeune citoyen. Il se poursuit par l’évocation de tous les combats de la cité : guerres médiques, guerre civile, vantant ainsi la solitude et la grandeur d'Athènes.
- Les conseils aux vivants.